# Éditions Arfuyen
Éditions Arfuyen est une maison d'édition française créée en 1975. La société a son siège social au Lac Noir, à Orbey dans le Haut-Rhin (Alsace), et ses bureaux à Paris.

## Origine
La société a été créée par Gérard Pfister, rejoint plus tard à la direction par Anne Pfister. Ils sont entourés d'un comité d'édition dont certains membres, comme Philippe Delarbre, William et Marie-Hélène English et Alain Gouvret, ont participé à la fondation des éditions.
Arfuyen, qui donne son titre à la maison d’édition est le nom d’une petite montagne face au mont Ventoux. Des étudiants passionnés de poésie s'y réunissaient après 1968 et la maison de bergers à Malaucène (Vaucluse) fut le premier siège de cette maison d'édition. Puis le fondateur est revenu à ses racines près du Lac noir, à Orbey, dans les Hautes-Vosges alsaciennes.
La société a commencé en publiant une revue. Symboliquement, le frontispice du premier numéro de cette revue était signé de Jean Lurçat : La création du monde, et le texte d'ouverture de Yves Bonnefoy : Par expérience.
Le soutien amical de Philippe Jaccottet a été déterminant dans le démarrage et l'orientation première des éditions.

## Publications

### Ligne éditoriale
Éditeur de nombreux ouvrages de littérature et de poésie, la maison d'éditions est devenue « l’un des grands éditeurs français de la spiritualité ».
Les Éditions Arfuyen publient des ouvrages de haute exigence littéraire.
Les lignes éditoriales des différentes collections reflètent l'enracinement des éditions dans l'histoire et la culture de l'Alsace, comme en témoigne le lien établi dès sa création avec le Prix du patrimoine Nathan Katz ), mais aussi le lien familial qui les unit à Etty Hillesum.

### Domaines
Les publications des éditions Arfuyen couvrent trois domaines : 
- littératures française et étrangère, avec les collections Les Cahiers d’Arfuyen[9], Neige[10] et Les Vies imaginaires[11] ;
- spiritualités, avec les collections Les Carnets spirituels[12], Ivoire[13] et Ombre[14] ;
- sciences humaines, avec les collections Ainsi parlait[15] et La faute à Voltaire[16].

La collection Les Cahiers d’Arfuyen (créée en 1981, 250 titres publiés) a toujours été particulièrement attentive, en relation avec l'identité alsacienne des éditions, aux auteurs dont le français n'est pas la langue maternelle, comme François Cheng, Michael Edwards ou Anise Koltz.  La maison d'éditions éprouvant « un très vif intérêt pour les écrivains qui, issus d’une autre langue, choisissent d’écrire en français ». Elle a également toujours fait une place essentielle aux voix féminines, comme Marie-Claire Bancquart, Silvia Baron Supervielle ou Maximine. Elle privilégie enfin une écriture nourrie d'une interrogation philosophique et existentielle, dont sont représentatifs des auteurs comme Pierre Dhainaut, Henri Meschonnic, Roger Munier ou Alain Suied.
La collection Les Carnets spirituels (créée également en 2001, plus de 100 titres) est ouverte à toutes les formes de spiritualité, avec un accent particulier sur le judaïsme, le soufisme et l'hindouisme. Dans le domaine du christianisme, elle est centrée sur la mystique rhénane et la théologie négative, en particulier Maître Eckhart, Jean de Ruysbroeck ou Angelus Silesius. Un autre axe de la collection concerne l’École française de spiritualité, de Pierre de Bérulle et Benoît de Canfield à François de Fénelon et Madame Guyon.
La collection Ainsi parlait (créée en 2015, 30 titres) donne à lire les "dits et maximes de vie" des plus grandes personnalités de la littérature et de l'art, tant anciennes que modernes. Il peut s'agir d'auteurs de langue étrangère (présentés en ce cas en édition bilingue), de Léonard de Vinci et Emily Dickinson à Rilke et William Butler Yeats. Il s'agit aussi d'auteurs français, de Victor Hugo et Charles Péguy à Marcel Proust et Paul Valéry.

## Distinctions récentes
En 2018, la poétesse Anise Koltz, éditée depuis 2007 par les éditions Arfuyen, a reçu le prix Goncourt de la poésie.
En 2020, le prix Clarens du Journal intime a été attribué à la première traduction française du journal en caractères latins, d'Ishikawa Takuboku, sous le titre Un printemps à Hongo.
En 2020, le jury du prix Écritures & Spiritualités, présidé par Sylvie Germain, a pour la première fois distingué une maison d'édition en attribuant une mention spéciale aux éditions Arfuyen : « Le jury a souhaité à l’unanimité récompenser la persévérance du travail d’un éditeur pour faire découvrir le trésor d’humanité que recèlent les plus grandes œuvres littéraires, philosophiques et spirituelles en attribuant cette mention spéciale ».